# Metaphycus spiraeae
Metaphycus spiraeae är en stekelart som beskrevs av Trjapitzin 1964. Metaphycus spiraeae ingår i släktet Metaphycus och familjen sköldlussteklar. Inga underarter finns listade i Catalogue of Life.